# Unión de Villafranca
Villafranca fue una unión de la provincia española de Guipúzcoa que aglutinó, en diferentes periodos, las localidades de Villafranca, Beasáin, Zaldivia, Arama y Ataun.

## Historia
La unión se formó en virtud de escritura otorgada en 1644 y la integraban en un comienzo las villas de Villafranca y Beasáin. Una vez cumplidos los diez años para los que se había firmado, se disolvió y en 1682 se procedió a crear una nueva a la que también accedieron Zaldivia y Arama. Ataun se sumó en 1710. Aparece descrita en el Diccionario histórico-geográfico-descriptivo de los pueblos, valles, partidos, alcaldías y uniones de Guipúzcoa (1862) de Pablo de Gorosábel con las siguientes palabras:

VILLAFRANCA: union que la misma villa y la de Beasain formaron en el año de 1644 por tiempo de diez, para la concurrencia de sus procuradores á las juntas generales y particulares de la provincia. Disuelta á la conclusion de este término, las mismas dos villas y las de Zaldivia y Arama constituyeron nueva union por otros diez años en virtud de escritura otorgada en 4 de mayo de 1682; la cual se renovó por la de 10 de abril de 1710 con la agregacion de la villa de Ataun. Uno de sus capítulos establecía que un vecino de la de Villafranca debía ir todos los años á las juntas con poder de las cinco á costa de la misma; y que si alguna de las otras cuatro quisiese nombrar representante, lo pudiese hacer por sí en particular. Esta escritura presentada en las juntas del mismo año no fué aprobada en cuanto á la incorporacion de Ataun; pero lo fué en las celebradas en el de 1712.
(Gorosábel, 1862, p. 609)